# 23403 Boudewijnbuch
23403 Boudewijnbuch este un asteroid din centura principală de asteroizi.

## Descriere
23403 Boudewijnbuch este un asteroid din centura principală de asteroizi. A fost descoperit pe 24 martie 1971 la Observatorul Palomar de Tom Gehrels. Asteroidul prezintă o orbită caracterizată de o semiaxă mare de 2,41 ua, o excentricitate de 0,24 și o înclinație de 26,1° în raport cu ecliptica.